# Tomáš Plhoň
Tomáš Plhoň (* 1986 České Budějovice) je český stand-up komik, herec a moderátor.

## Život
Narodil se v Českých Budějovicích v roce 1986. Kariéru odstartoval v roce 2010, režírováním amatérského filmu Tvrdá pomsta, na filmu pracoval společně s Adamem Balažovičem. O čtyři roky později napsal scénář ke studentskému filmu Už mám zase chuť na chlebíčky. V tu dobu začal vystupovat se stand-upem. Vystupoval v pořadech Underground Comedy a později v Comedy Clubu. V roce 2016 moderoval pořad Vysoká škola života na Prima Comedy Central, na kterém se podílel také scenáristicky. Dále spolupracoval na pořadu Utajený šéf, pomáhal s dramaturgií a scenáristkou. Jako herec se objevil v několika epizodách seriálů Dobré zprávy a Modrý kód. Od roku 2018 pomáhá se scénářem u pořadu Události Luďka Staňka, někdy ho i moderuje.
Je ženatý a má dvě děti.

## Filmografie

### Televize
- 2014 – Underground Comedy
- 2015 – Infobaden News
- 2016 – Comedy Club
- 2018 – Události Luďka Staňka
- 2020 – Modrý kód (1 epizoda)
- 2022 – Dobré zprávy (1 epizoda)

### Režie
- 2010 – Tvrdá pomsta

### Scenáristika
- 2014 – Už mám zase chuť na chlebíčky
- 2018 – Události Luďka Staňka
- 2018 – Utajený šéf